# Торе Андре Фло
Торе Андре Фло (норв. Tore André Flo; 15. јун 1973, Струн) је бивши норвешки фудбалер, који је играо на позицији нападача. Тренутно је у стручном штабу Челсија.

## Клупска каријера
Фло је почео своју каријеру у аматерском клубу Струн, да би 1993. године прешао у Согндал, где је играо са својом браћом Јоштајном и Јарлеом. Када је Согндал испао из Премијер лиге Норвешке 1994, Фло је прешао у Тромсе. У Тромсеу је Фло играо успешно, па је на 26 утакмица постигао 18 голова у сезони 1995, што га је довело до наступа за национални тим Норвешке. Године 1996. Фло се преселио у Берген и тамо наступао за Бран. Наставио је да игра добро, па је током боравка у Брану постигао 28 голова. 
Лета 1997. Фло је прешао у Челси. У дебитантској сезони у Челсију, Фло је постигао 15 голова, укључујући и хет трик у победи над Тотенхемом од 6:1 на Вајт Харт Лејну, као и два гола против Кристал Паласа у победи од 6:2. Фло је учествовао у веома успешној сезони за Челси, па је са Челсијем освојио 4. место у Премијер лиги, Лига куп и Куп победника купова. У четвртфиналу Купа победника купова Фло је против Бетиса у Севиљи постигао 2 гола. Следеће сезоне, Фло је постигао 10 лигашких голова на 30 утакмица, али је био у ротацији са Пјерлуиђијем Казирагијем од стране тренера Ђанлуке Вијалија. Челси је на крају сезоне завршио на 3. месту Премије лиге, па је тако остварио пласман у квалификације за Лигу шампиона. У Лиги шампиона Фло је постигао 8 голова, па је тако помогао Челсију да дође до четвртфинала. У четвртфиналу Челси је изгубио од Барселоне, иако је Фло постигао укупно 3 гола на обе утакмице са Барселоном. Пред почетак сезоне 2000/01. Челси доводи нападаче Џими Флојда Хаселбајнка и Ејдура Гвидјонсена, па због тога је Фло све чешће замена.
Новембра 2000. Фло је продат Ренџерсу за 12 милиона фунти. Од Флоа се доста очекивало. Постигао је гол на дебитантској утакмици, у победи над великим ривалом Селтиком од 5:1. У другој сезони је са Ренџерсом освојио Куп Шкотске и Лига куп Шкотске. У финалу Лига купа је постигао гол против Ер јунајтеда. У Ренџерсу је укупно постигао 22 гола на 42 утакмице. Следеће сезоне Фло прелази у Сандерланд, где опет постиже гол на дебитантској утакмици, у ремију 1:1 против Манчестер јунајтеда. Фло је за Сандерланд на 33 утакмице постигао 6 голова (од чега 4 у Премијер лиги). Завршио је само 11 утакмица од 23 колико је почео. Сандерланд је на крају сезоне испао у Чемпионшип.
Године 2003. Фло је окушао срећу у Италији, у Сијени. Сијена је тада ушла у Серију А, а Фло је у сезони 2003/04. постигао 8 голова у Серији А, па је тако помогао Сијени да опстане у лиги. Следећа сезона је била мање успешна, с тим што је опет Фло помогао Сијени да опстане у лиги.  После Сијене, Фло се враћа назад у Норвешку, и потписује за Валаренгу. У Валаренги су га омеле бројне повреде, па због тога није ни остварио озбиљнији резултат.
У јануару 2007, бивши Флоов саиграч Денис Вајс враћа Флоа у Енглеску, и као тренер Лидс јунајтеда доводи га у исти клуб. У сезони 2006/07. је одиграо само једну утакмицу против Вест Бромвич албиона, на којем је и постигао гол, а остатак је пропустио због повреда. Следеће сезоне је постигао свега 3 гола. У марту 2008. је најавио своје повлачење из фудбала. У новембру исте године се враћа из пензије и потписује за енглески Милтон Кинс Донс, и тамо остаје до маја 2009. Године 2011. се по други пут враћа из пензије и враћа се у Согндал, који се пласирао у Премијер лигу Норвешке. У Согндалу остаје једну сезону.

## Репрезентативна каријера
Фло је за репрезентацију Норвешке дебитовао у пријатељској утакмици 11. октобра 1995. против Енглеске. Надимак „Флоналдо” је добио након два гола за Норвешку у пријатељској утакмици 30. маја 1997. победила Бразил 4:2 (алудирајући на нападача Бразила Роналда). Норвешка је победила Бразил и на Светском првенству 1998, резултатом 2:1, а Фло је уписао гол и асистенцију. Та победа је одвела Норвешку у други круг такмичења. Године 2004. Фло је одлучио да се опрости од репрезентације.

## Приватан живот
Торе Андре Фло долази из фудбалске породице Фло. Чак њих седморо рођака су играли у Премијер лиги Норвешке, а њих четворо за репрезентацију Норвешке. Осим Торе Андре Флоа, на Светском првенству 1998. су играли и његов рођени брат Јостајн Фло и рођак Хавард Фло.

## Трофеји
Челси
- ФА куп: 1999/00
- Лига куп Енглеске: 1997/98
- Суперкуп Енглеске: 2000
- Куп победника купова: 1997/98
- УЕФА суперкуп: 1998

Ренџерс
- Куп Шкотске: 2001/02
- Лига куп Шкотске: 2001/02